# M6 Nantes
M6 Nantes édité par la société française Judikaël 44 est une coentreprise du groupe M6 et du groupe SIPA - Ouest-France. 
Elle est chargée, de 1991 à juin 2006, de la réalisation des journaux locaux du 6 minutes Nantes de la chaîne de télévision M6. Le décrochage local est retransmis depuis l'émetteur de la Louée à Haute-Goulaine (près de Nantes), en Loire-Atlantique, en Maine-et-Loire et en Vendée.

## M6 Nantes
Le 6 Minutes Nantes (Le Six' Nantes à partir de 2003) est un journal télévisé tout en images diffusé du lundi au vendredi vers 20 h 37 (sauf jours fériés et congés scolaires) de 1991 à juin 2006. Les bureaux de rédaction sont situés à Nantes, au no 8 de la place de la Bourse (près de la place du commerce) dans les mêmes locaux que radio Nantes (devenue depuis Hit West), également propriété du groupe SIPA - Ouest-France.
Ce décrochage local traitant de l'actualité politique, économique, sociale et culturelle du pays nantais et ses alentours se terminant par un bulletin météo au ton souvent décalé. 
En 2006 l'édition de Nantes disparait du fait de la prise de participation du groupe SIPA - Ouest-France dans le capital de la télévision locale Nantes 7 via le rachat en décembre 2005 de la Socpresse Ouest (Presse-Océan) qui détient la chaîne locale. Le 6 minutes Nantes étant déjà adossé au groupe SIPA - Ouest-France, conduit le CSA à demander au groupe de presse de faire un choix. Il choisit la chaîne locale (dont il se sépare en 2006) vouée à se développer avec l'arrivée de la TNT en France, et M6 de son côté ne souhaite pas poursuivre la production des éditions locales de M6 Nantes et de M6 Rennes. Le Six' Nantes et le Six' Rennes (qui est également une coentreprise des groupes M6 et SIPA - Ouest-France) s'arrêtent le 30 juin 2006, provoquant la première grève des M6 locales suivie à 75 % au sein des décrochages de M6.
M6 qui a depuis fermé l'ensemble de ses éditions locales a modifié ses éditions d'informations avec la création du 19:45.